# Sparken

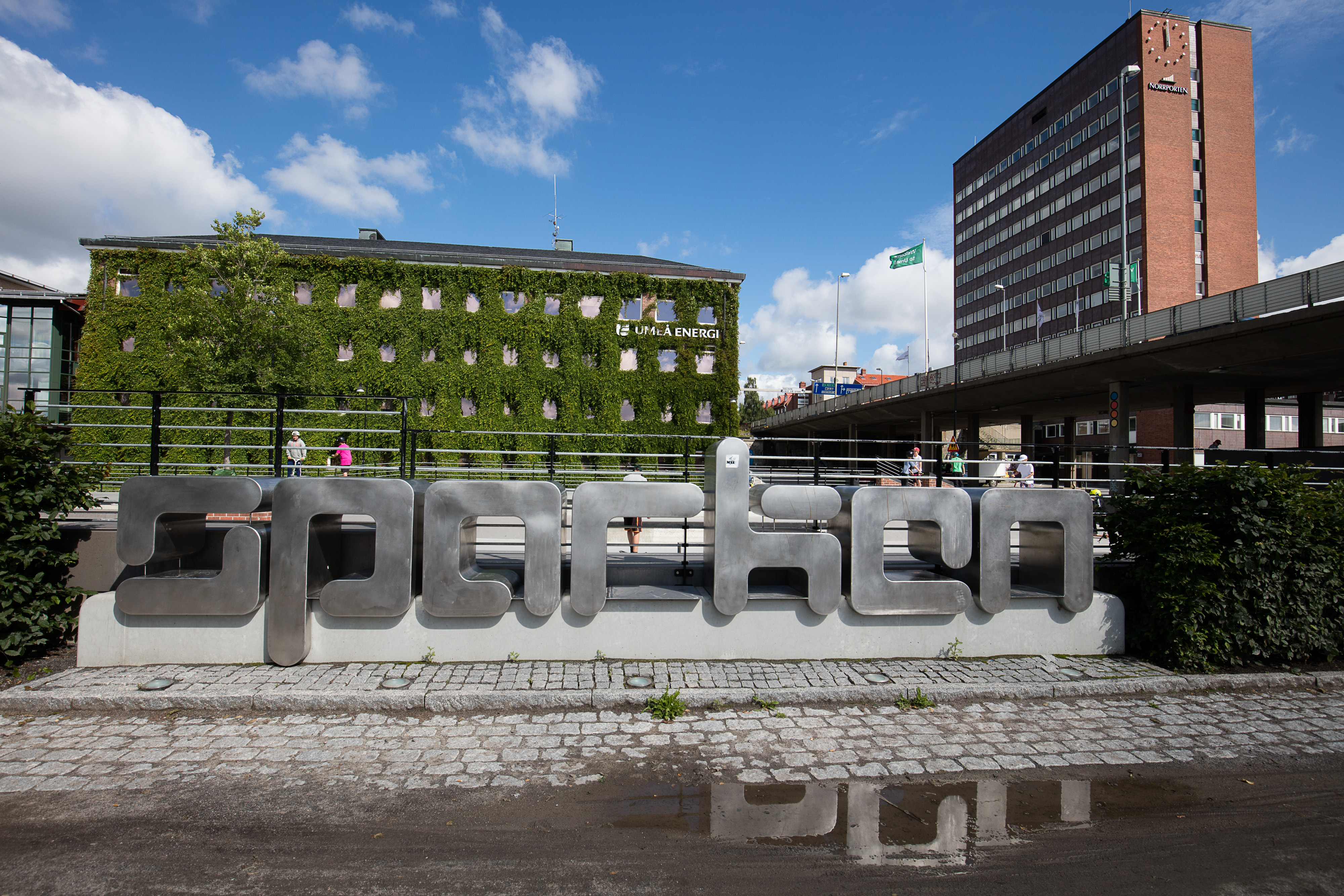
Sparken, från älvssidan.

Sparken är en skateboardpark i centrala Umeå, belägen rakt under Tegsbron som tar E4:an och E12:an över Umeälven och med von Ahnska magasinet, Umeå Energis murgrönetäckta huvudkontor och Hamnmagasinet som närmaste grannar.
Parkens namn bestämdes efter en namntävling. Basinslag för parken utvecklades av aktiva ungdomsföreningar och Umeå kommun, och det kanadensiska designföretaget New Line Skateparks INC ritade sedan upp det slutliga verket, som 2012 nominerades till Sveriges Arkitekters pris Övre Norrlands Arkitekturpris.
Sparken är 20 meter bred, 120 meter lång och helt byggd i betong, med så kallade rails och omgivande staket. Parken färdigställdes år 2009 som första delen av Staden mellan broarna – ett stadsförnyelseprojekt för de älvsnära delarna av centrala Umeå, som senare resulterat i renovering av Broparken, det nya kulturhuset Väven och Årstidernas park längs Skeppsbron, och en pågående (2016) ombyggnad av Rådhusparken.

## Bilder

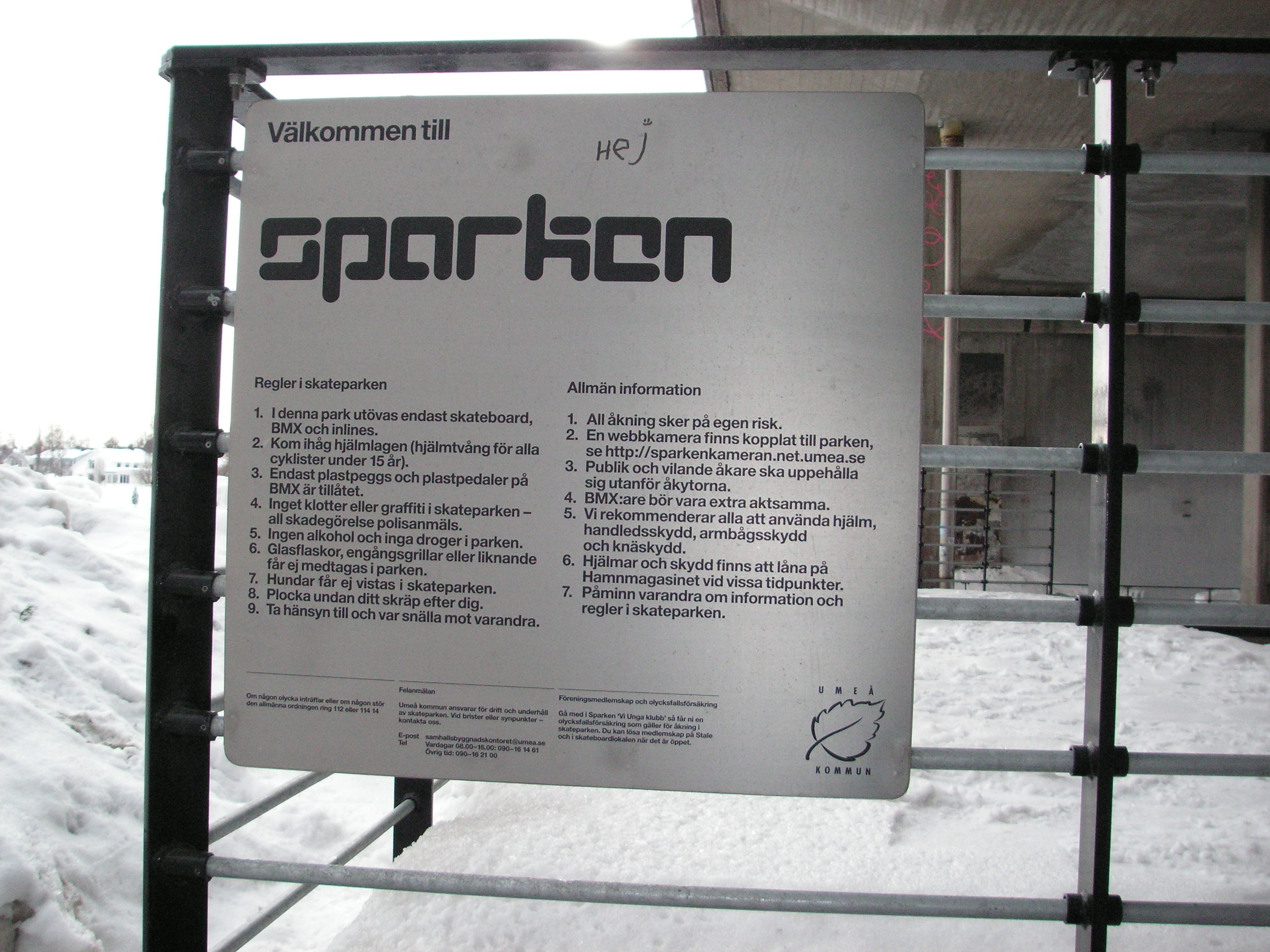
Välkomstskylt med gällande regler.
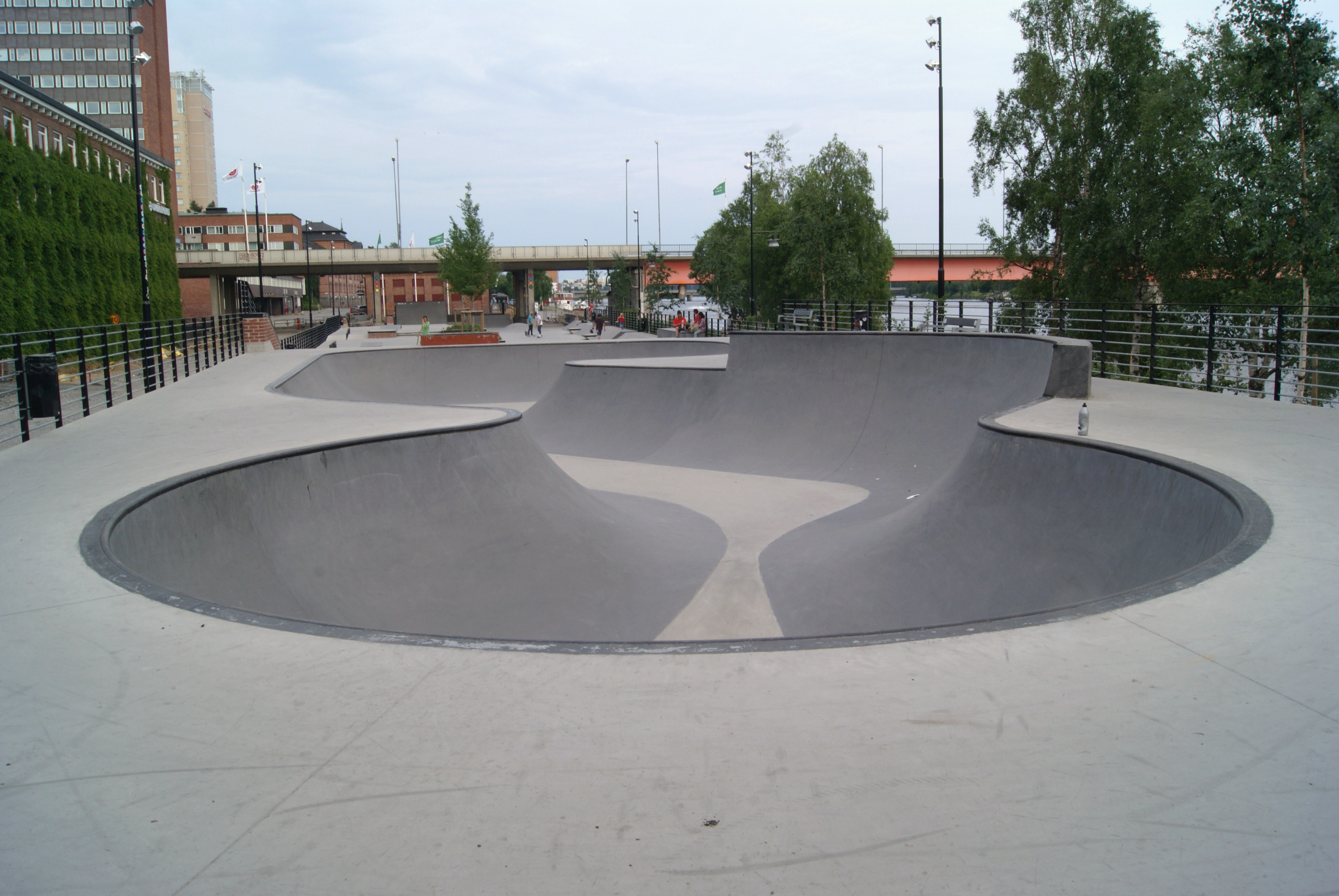
Sparken, sommaren 2011.
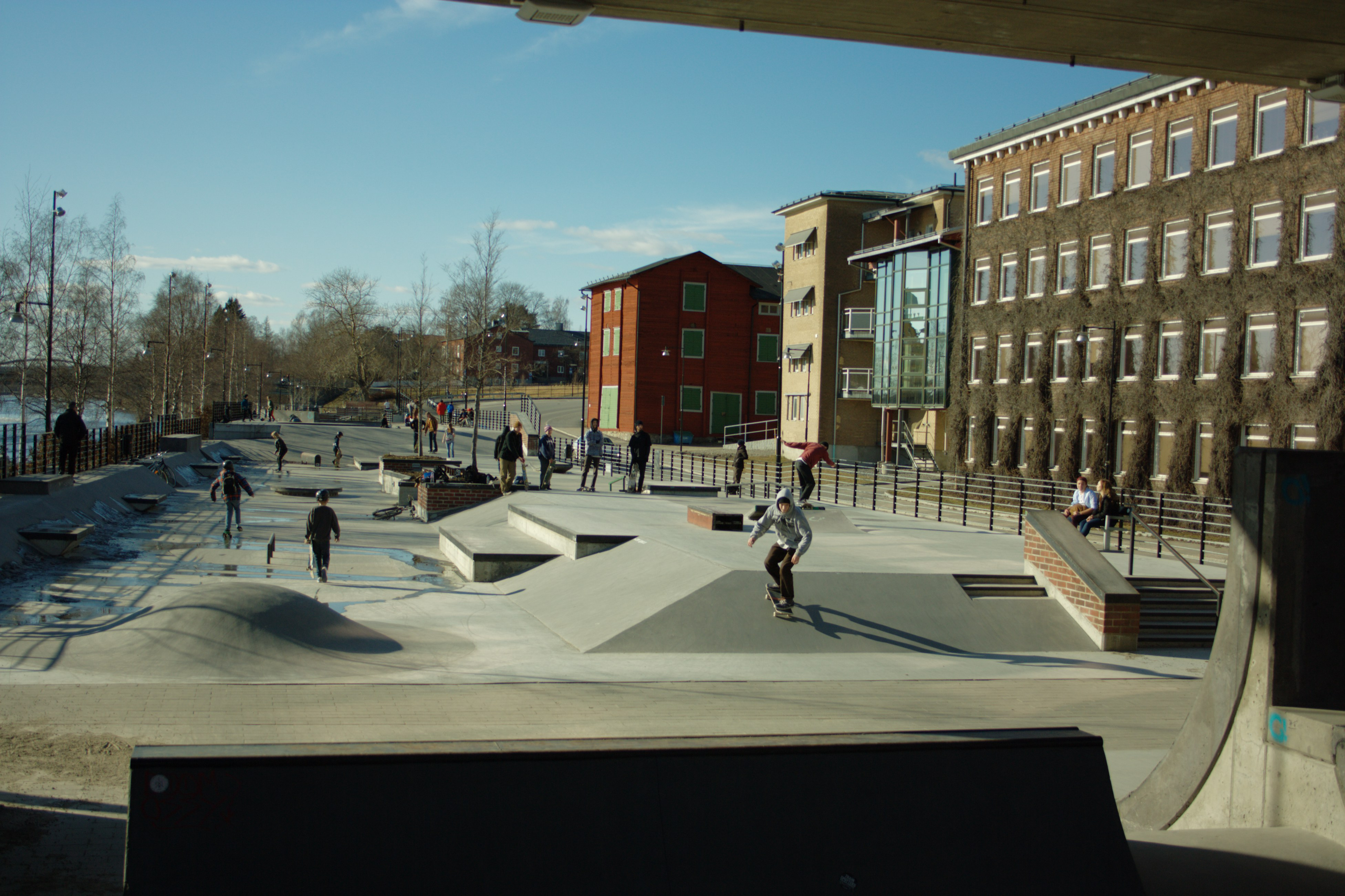
Sparken, mars 2014.
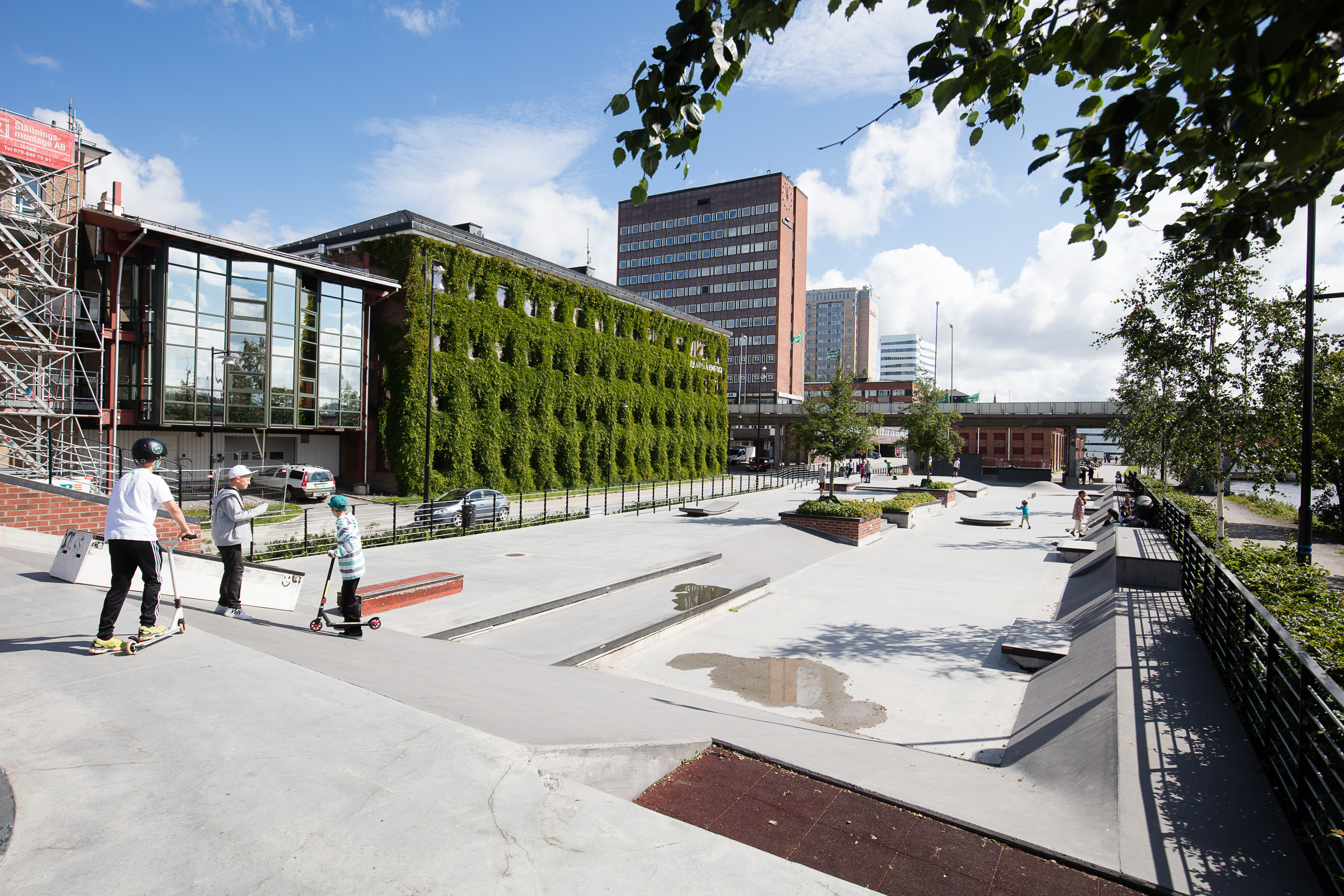
Sparken, juli 2015